# Ercole Olgeni
Ercole Olgeni, né le 11 décembre 1883 à Venise et mort le 14 juillet 1947 dans la même ville, est un rameur d'aviron italien.

## Palmarès

### Jeux olympiques
- Anvers 1920
  -  Médaille d'or en deux barré.
- Paris 1924
  -  Médaille d'argent en deux barré.

### Championnats d'Europe
- Championnats d'Europe d'aviron de 1906
  -  Médaille d'or
- Championnats d'Europe d'aviron de 1908
  -  Médaille d'or
- Championnats d'Europe d'aviron de 1911
  -  Médaille d'or[1]